# Rhectothyris
Rhectothyris là một chi bướm đêm thuộc họ Crambidae.

## Các loài
- Rhectothyris rosea (Warren, 1896)

Các loài trước đây
- Rhectothyris gratiosalis (Walker, 1859)